# 안데르손 플라타
안데르손 플라타(Anderson Daniel Plata Guillen, 1990년 11월 8일 ~ )는 콜롬비아의 축구 선수이다.
K리그 등록명은 플라타였다.

## K리그
2013년 중반 대전 시티즌으로 임대 이적한 플라타는 7월 6일 부산 아이파크와의 경기를 통해 K리그 데뷔전을 치루었으며, 빠른 스피드와 저돌적인 움직임을 보이며 대전의 승점 획득에 기여했다.
강원 FC와의 리그 24라운드서 아리아스의 골을 어시스트하며 대전의 홈첫승에 큰 기여했고, 리그 24라운드 베스트일레븐과 MVP에 선정되었다.
대구 FC와의 K리그 35라운드 경기에서 후반 종료 직전 결승골을 성공시키며 대전의 3 : 2 역전승에 기여했다.